# Melanitis decolorata
Melanitis decolorata är en fjärilsart som beskrevs av Hans Fruhstorfer 1908. Melanitis decolorata ingår i släktet Melanitis och familjen praktfjärilar. Inga underarter finns listade i Catalogue of Life.